# Acacia obtusifolia
Espèce
Répartition géographique
Classification phylogénétique
Acacia obtusifolia est une espèce de plantes à fleurs de la famille des Mimosaceae, ou des Fabaceae selon la classification phylogénétique. C'est un petit arbre ou un arbuste originaire des régions côtières du sud-est de l'Australie.

## Description
C'est un arbuste haut de 1,5 m à 8 m de hauteur. Il est étroitement apparenté à Acacia longifolia. Il s'en distingue par le bord de ses phyllodes résineux, par sa floraison habituellement plus tardive dans l'année et par ses fleurs plus pâles. Il fleurit habituellement de décembre à février. Certaines populations peuvent survivre aux gelées à -6C et, éventuellement, à une neige légère, mais les plantes qui poussent dans les zones qui n'ont généralement pas de gel, comme les zones côtières du nord de la Nouvelle-Galles du Sud craignent plus le froid et seront tuées par des gelées inférieures à -3C. Ces populations évitent les fonds de vallée et se trouvent surtout sur les crêtes au-dessus de la ligne de gel.

## Galerie

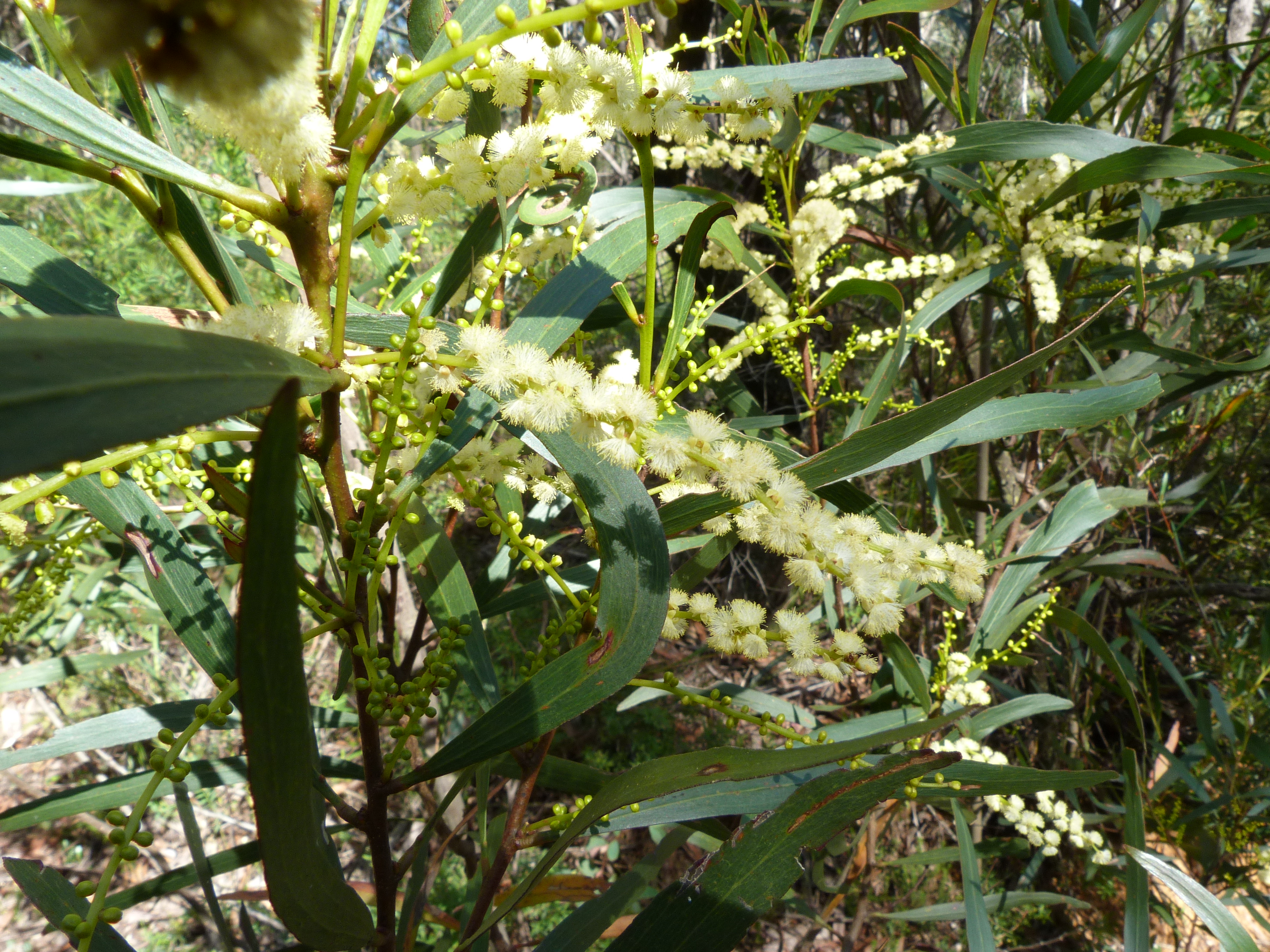
Fleurs et feuilles.
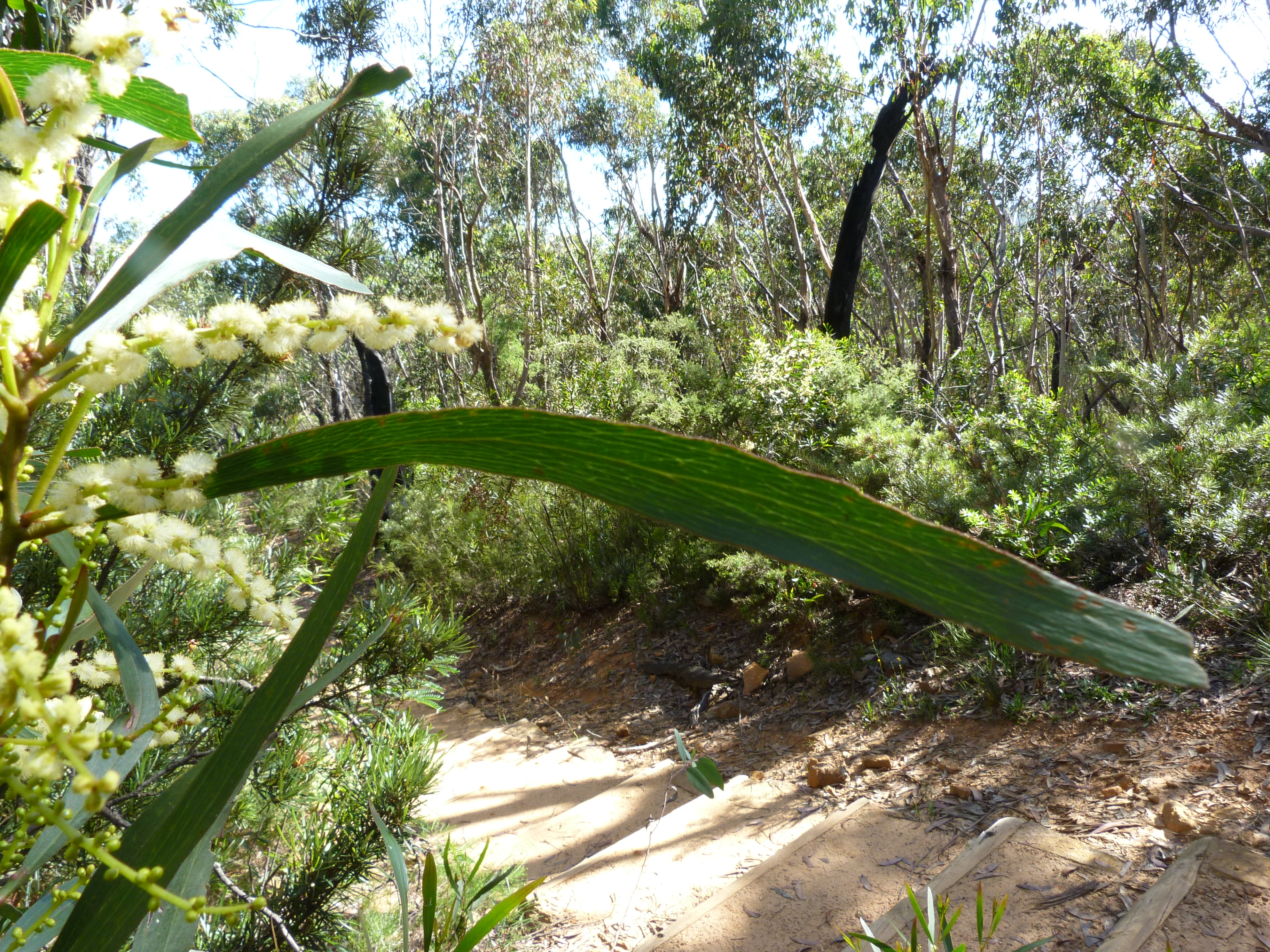
Feuille.